# オスム川 (アルバニア)
オスム川（オスムがわ、アルバニア語: Lumi Osum）は、アルバニア南部を流れる川で、セマン川源流のひとつである。オスム川の水源はコルチャ県のVithkuqi村付近に存在する。コロニャ県を流下しスクラパル県に入る。チョロヴォダ、ベラトと北西に流れ、クチョヴァ県・クチョヴァ付近でデヴォル川と合流し、セマン川と名を変える。セマン川は85km西に流れアドリア海に注いでいる。

## ギャラリー

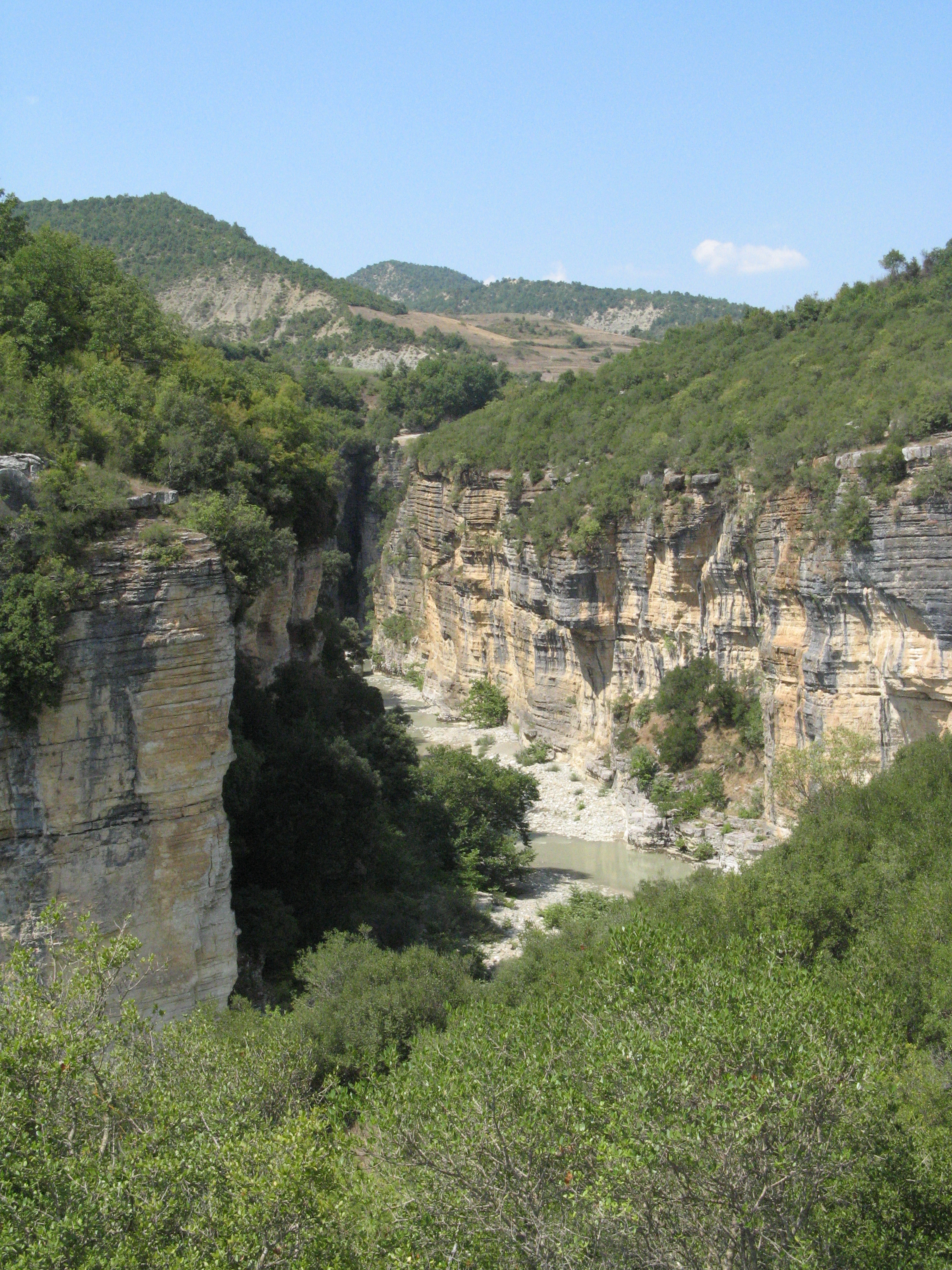
スクラパル県内の峡谷
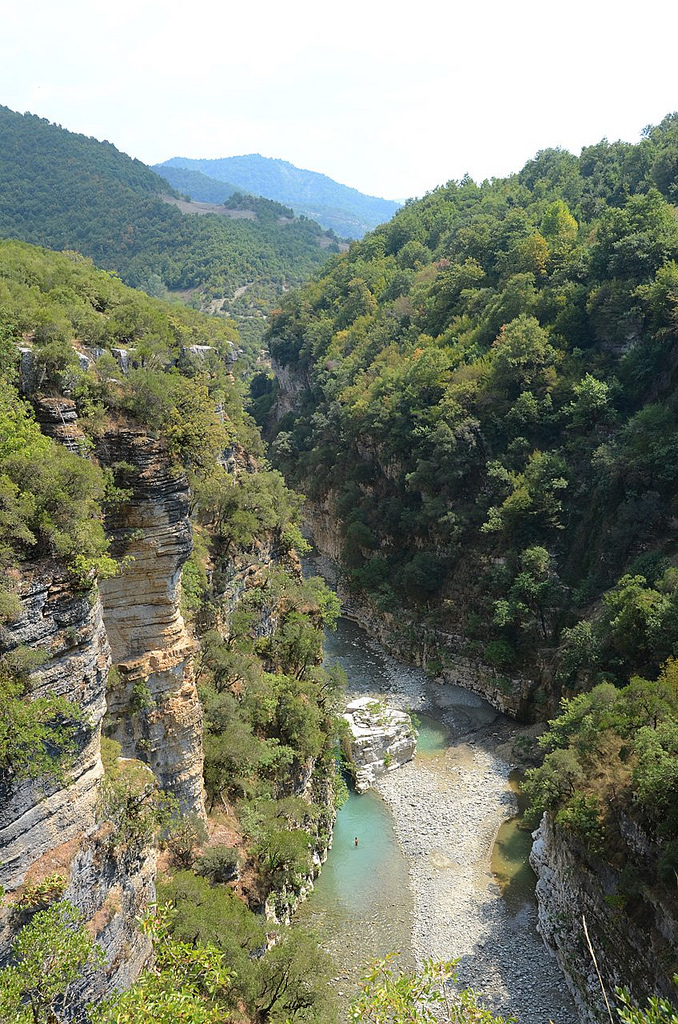
スクラパル県内の峡谷
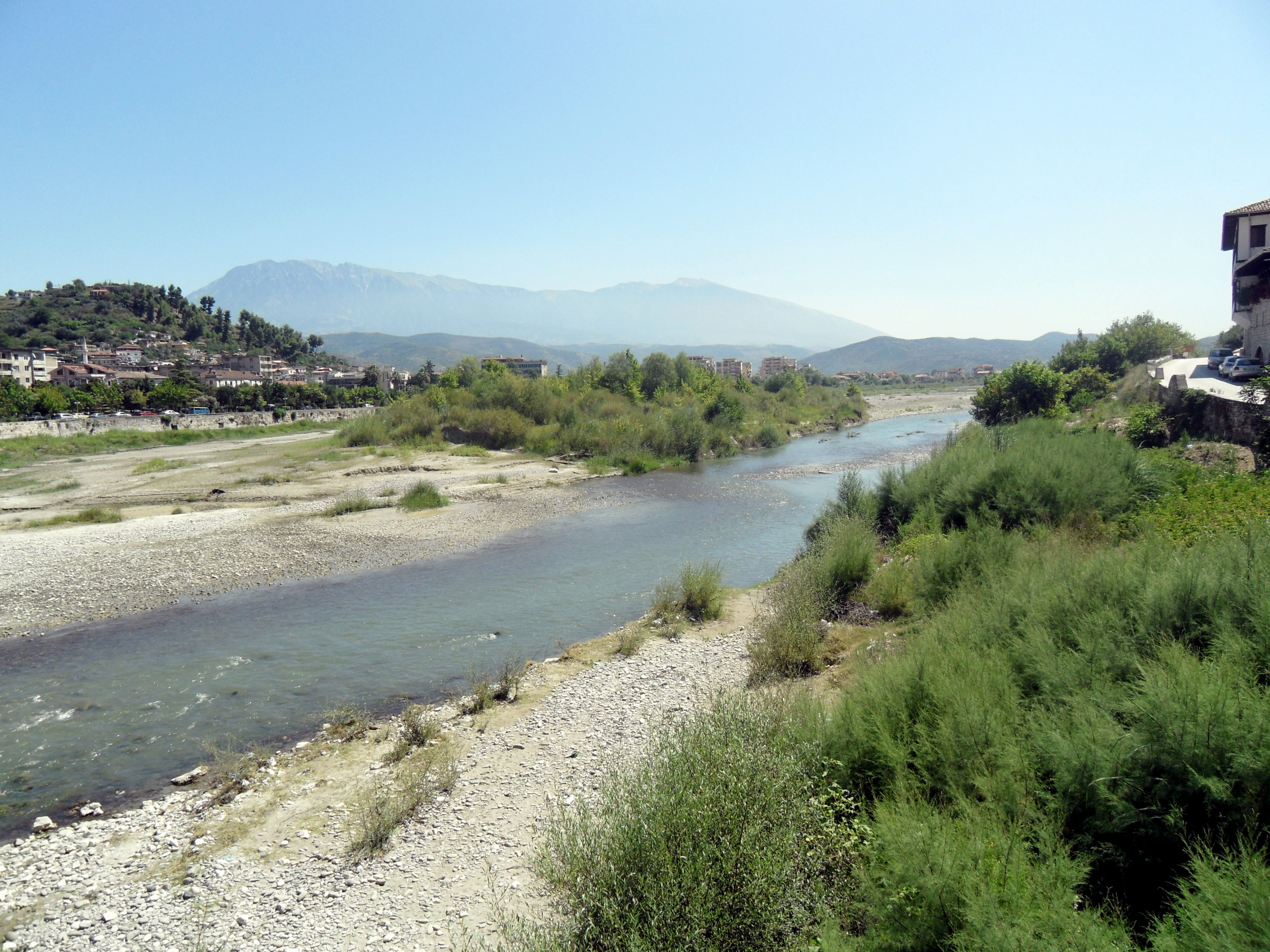
ベラト近郊
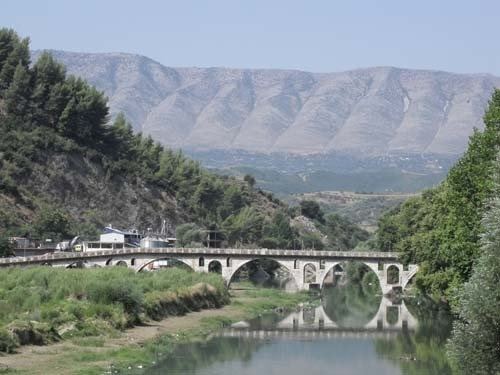
ゴリカ橋（ベラト）